# Stanisław Grigorow
Stanisław Wasilew Grigorow (bg. Станислав Василев Григоров; ur. 24 czerwca 1968) – bułgarski zapaśnik walczący w stylu klasycznym. Olimpijczyk z Barcelony 1992, gdzie zajął siódme miejsce w kategorii 62 kg.
Piąty na mistrzostwach Europy w 1993. Wicemistrz Europy kadetów w 1984 roku.
- Turniej w Barcelonie 1992

Pokonał Usamę Aziza ze Szwecji i Kostasa Arkudeasa z Grecji a przegrał z Mehmetem Pirimem z Turcji i Kubańczykiem Juanem Luisem Marénem.